# イソギンチャクモエビ
イソギンチャクモエビ（磯巾着藻蝦、学名: Thor amboinensis）は、十脚目モエビ科に分類されるエビの一種。独特の鮮やかな体色をしており、サンゴ礁の大型イソギンチャクや造礁サンゴの表面に共生する。
成体の体長は20mmほどで、体型は太く短い。体色は不透明の濃褐色の地に大きな円形の白斑が点在する独特のもので、類似種と判別しやすい。生体は頭胸甲と尾を上方に反らした体勢で行動するため、日本のダイバーなどの間では「しゃちほこ」などに例えられる。
複眼も白く、斑点とともに目立つが、額角は眼柄よりも短く、上縁だけに2-4個の歯がある。モエビ科では額角がよく発達するものが多く、本種のように短い種類は珍しい。
インド太平洋の熱帯・亜熱帯域に分布する。種小名"amboinensis"は「アンボイナに棲む」の意で、モルッカ諸島のアンボン（アンボイナ）に由来する。この種小名はアカシマシラヒゲエビと同名である。日本では房総半島以南の暖流の影響が強い海域で見られる。
浅海のサンゴ礁に生息する。和名通りハタゴイソギンチャクなど大型イソギンチャク類の周囲で共生するが、キクメイシ、クサビライシなどサンゴの周辺にも多い。これらの触手には刺胞があるため、魚類や頭足類などの天敵から身を守ることができる。
イソギンチャクと共生するエビは、他にもモエビ科のバルスイバラモエビ、テナガエビ科のアカホシカクレエビ、イソギンチャクカクレエビ、カザリイソギンチャクエビなど数多く知られている。宿主のイソギンチャクを中心とした行動半径には種類によって差があり、イソギンチャクモエビは宿主からわりと離れる部類である。
鮮やかな体色や共生の習性などから、スクーバダイビングなどでの観察や撮影の対象となる。水族館などで飼育されることもある。